# Degeberga
Degeberga (dansk: Dejbjerg) er en by ved Linderødsåsen i det østlige Skåne i Kristianstads kommun. Byen har 1.291 indbyggere (2010).
Byens romanske kirke er fra 1200-tallet. Omkring byen findes flere gravhøje fra bronzealderen eller jernalderen.